# Station Saalfeld
Station Saalfeld is een spoorwegstation in de Duitse plaats Saalfeld/Saale. Het station werd in 1871 geopend. 

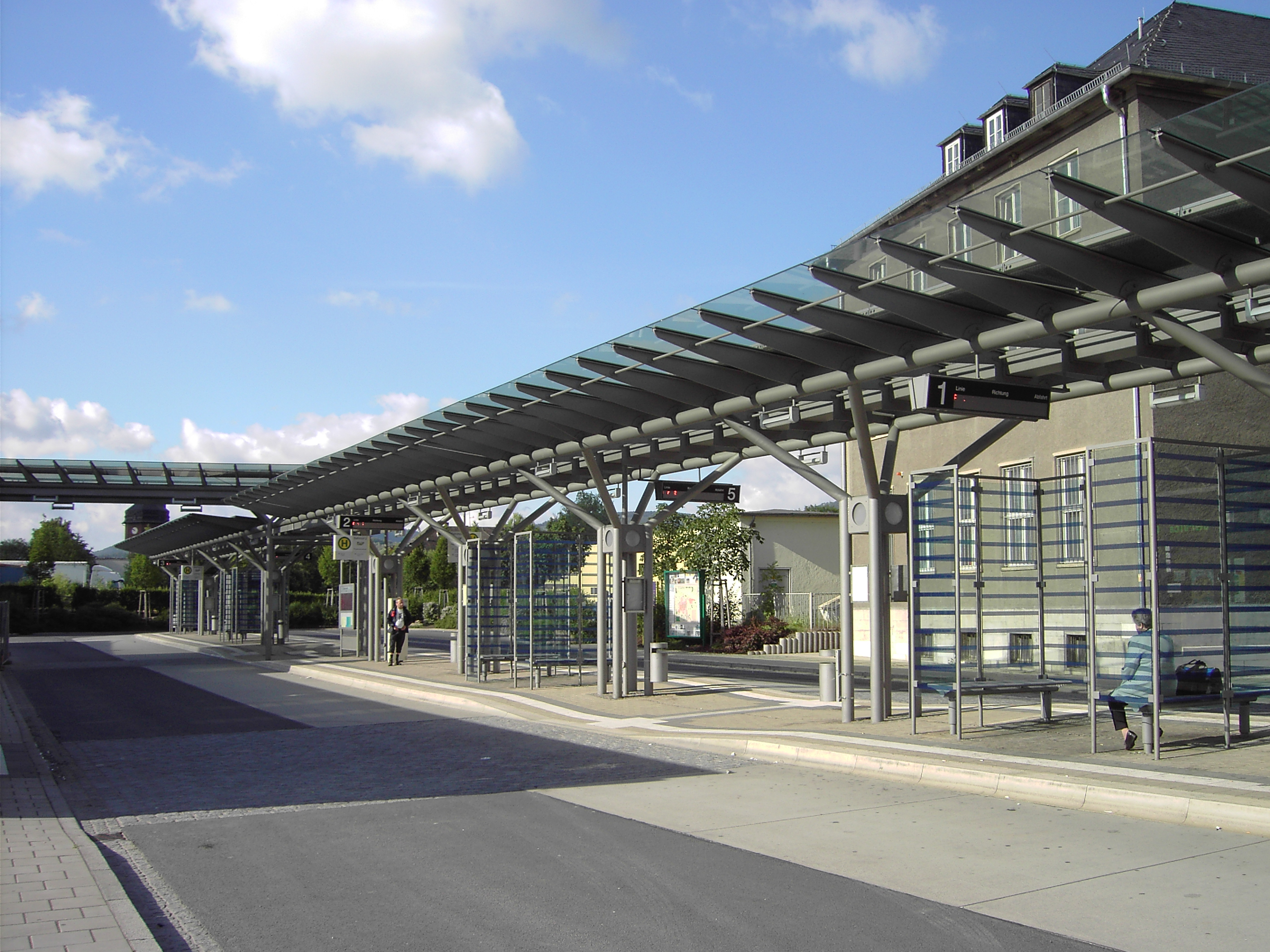
Busstation